# Blepharosis paspa
Blepharosis paspa là một loài bướm đêm trong họ Noctuidae.